# Italie insulaire
Pour les articles homonymes, voir Italie (homonymie).

Italie insulaire.

L’Italie insulaire (italien : Italia insulare ou Isole) est l'une des cinq régions officiellement utilisées par l'organisme chargé des statistiques en Italie : l'Istituto nazionale di statistica (ISTAT). C'est aussi une Nomenclature d'unités territoriales statistiques (NUTS) de premier niveau à l'échelle de l'Union européenne et une circonscription législative européenne.
Cette région englobe deux des vingt régions du pays : la Sardaigne et la Sicile.